# I. Arnulf cambrai-i gróf
I. Arnulf cambrai-i gróf (10. század) középkori frank nemesúr, a Nyugati Frank Királysághoz tartozó Cambrai-i Grófság hűbérura.

## Élete
Apja Izsák cambrai-i gróf, anyja neve nem ismert, a hagyomány szerint Raoul cambrai-i gróf lánya volt.

## Családja és leszármazottai
Felesége Berta van Betuwe (? – ?), Nibelung van Betuwe lánya, a házasságból feltehetően hat gyermek született:
- Roger (? – 983. június 29. előtt)[3][4]
- Odó (? – 960. június 29. előtt)[3]
- Hugó (? – 960. június 29. előtt)[3]
- Arnulf (? – 1012. október 23.),[3][5] apja halála után II. Arnulf néven örökölte a grófi címet, illetve Valenciennes grófja is volt.
- Rajnár (? – 960. június 29. előtt)[3]
- Róbert (? – 960. június 29. előtt)[3]